# داميان دانتي وايانس
داميان دانتي وايانس (بالإنجليزية: Damien Dante Wayans)‏ هو منتج أفلام وكاتب سيناريو ومخرج وممثل أمريكي، ولد في 15 أبريل 1980 بنيويورك في الولايات المتحدة.

## أعمال

### أفلام
- (2005) إديسون

### مسلسلات
- هاوس

## وصلات خارجية
- داميان دانتي وايانس على موقع IMDb (الإنجليزية)
- داميان دانتي وايانس على موقع ألو سيني (الفرنسية)
- داميان دانتي وايانس على موقع أول موفي (الإنجليزية)
- داميان دانتي وايانس على موقع قاعدة بيانات الأفلام السويدية (السويدية)
- داميان دانتي وايانس على موقع قاعدة بيانات الفيلم (الإنجليزية)